# Amore e libertà - Masaniello
Amore e libertà - Masaniello è un film italiano del 2006, diretto da Angelo Antonucci.

## Trama
Nella Napoli del viceregno, Masaniello, un pescivendolo napoletano, guida una rivolta popolare contro il Duca D'Arcos. I tumulti durano appena dieci giorni, dal 7 al 16 luglio del 1647. Il popolo, vessato dai nobili e da esose gabelle, trova in Masaniello il modo di far ascoltare le proprie ragioni.